# Dysphania minuata
Dysphania minuata är en amarantväxtart som först beskrevs av Paul Aellen och som fick sitt nu gällande namn av Sergej Mosyakin och Steven Earl Clemants. 
Dysphania minuata ingår i släktet doftmållor, och familjen amarantväxter. Inga underarter finns listade i Catalogue of Life.